# MPEG-5
MPEG-5 Essential Video Coding (EVC) é um padrão de compressão de vídeo atual que foi concluído em abril de 2020 por decisão do MPEG Working Group 11 em sua 130ª reunião.

O padrão consiste em um subconjunto isento de royalties e aprimoramentos comutáveis individualmente.

## Conceito
O documento de requisitos publicamente disponível descreve um processo de desenvolvimento que é defensivo contra ameaças de patentes: Dois conjuntos de ferramentas de codificação, base e aprimorado, são definidos:
- A base consiste em ferramentas que foram tornadas públicas há mais de 20 anos ou para as quais foi recebida uma declaração do Tipo 1. Tipo 1, ou opção 1, significa "livre de royalties", na nomenclatura utilizada em documentos ISO.[6]
- O conjunto "aprimorado" consiste em 21[7] outras ferramentas que passaram por uma justificativa de eficiência de compactação extra e que podem ser desativadas individualmente.

Cada uma das 21 ferramentas pagáveis pode ter contratos de licença adquiridos e negociados separadamente e negociados separadamente. Cada um pode ser desligado individualmente e, quando necessário, substituído por uma ferramenta de perfil de linha de base gratuita correspondente. Essa estrutura facilita a queda para um conjunto menor de ferramentas no futuro, se, por exemplo, ocorrerem complicações de licenciamento em torno de uma ferramenta específica, sem quebrar a compatibilidade com decodificadores já implantados.
Uma proposta da Samsung, Huawei e Qualcomm forma a base do EVC.

## Implementações
- XEVE (eXtra-fast Essential Video Encoder)[9] é auto-descrito como um codificador EVC de código aberto rápido. Ele é escrito em C99 e suporta tanto a linha de base quanto os perfis principais do EVC. Sua licença é uma licença BSD personalizada de 3 cláusulas.

## Padrão MPAI-EVC
Moving Picture, Audio e data Coding por IA usa:
MPEG-5 Essential Video Coding em projeto:
MPAI - Enhanced Video Coding.
Este projeto visa melhorar significativamente o desempenho do codec de vídeo tradicional MPEG-5 EVC, melhorando ou substituindo ferramentas tradicionais por ferramentas baseadas em IA.
O objetivo do grupo MPAI é aprimorar o MPEG-5 EVC usando ferramentas de IA para alcançar pelo menos 25% de melhoria em relação ao perfil de linha de base do EVC.
Mais precisamente, o MPAI-EVC Evidence Project é apenas para alcançar pelo menos 25% de melhoria em relação ao perfil de linha de base do EVC.
O principal objetivo do projeto MPAI-EVC: O Padrão Final tentará atingir pelo menos 35-50% de melhoria em relação ao EVC tradicional de última geração. ("Estado da arte" pode sugerir um Perfil Principal desafiador de EVC.)
Como o Base Profile é livre de taxas de patentes; portanto, não deve haver questões de patente que impeçam o desenvolvimento do lado legal.